# 5668 Foucault
5668 Foucault (1984 FU) là một tiểu hành tinh vành đai chính được Antonín Mrkos tại Klet phát hiện ngày 22 tháng 3 năm 1984. Nó được đặt theo họ của nhà vật lý học người Pháp Léon Foucault.